# Iklad
Iklad es un pueblo húngaro perteneciente al distrito de Aszód, condado de Pest.

## Superficie
Cuenta con una superficie de 11,21 km².

## Demografía
Hasta 2024 la población era de 1984 habitantes, con una densidad de población de 176,98 hab/km².
| Gráfica de evolución demográfica de Iklad entre 2020 y 2024 |
|                                                             |
| Datos según la Oficina Central de Estadística de Hungría.   |